# Malissard
Malissard é uma comuna francesa na região administrativa de Auvérnia-Ródano-Alpes, no departamento de Drôme. Estende-se por uma área de 10,17 km². Em 2010 a comuna tinha 3 314 habitantes (densidade: 325,9 hab./km²).